# Section Peak
Section Peak är en bergstopp i Antarktis. Den ligger i Östantarktis. Nya Zeeland gör anspråk på området. Toppen på Section Peak är 2 416 meter över havet, eller 17 meter över den omgivande terrängen. Bredden vid basen är 0,99 km.
Terrängen runt Section Peak är varierad. Trakten är obefolkad. Det finns inga samhällen i närheten.